# Momcsilló Tapavicza
Momcsilló Tapavicza (14. říjen 1872, Nadalj – 10. leden 1949, Pula) byl srbský tenista, vzpěrač, zápasník a architekt. Na olympijských hrách v Aténách v roce Letní olympijské hry 1896 reprezentoval Maďarsko. Získal tu v mužské tenisové dvouhře bronz a stal se prvním srbským držitelem medaile.

## Sportovní kariéra
Tapavicza začal sportovat, když bydlel v městečku Novi Sad. Poté pokračoval i v Budapešti, kde studoval architekturu na vysoké technické škole.
Bronzovou medaili na olympijských hrách v roce 1896 získal, když porazil v prvním kole Řeka D. Frangopoulose a v semifinále ho porazil Egypťan Dionysios Kasdaglis. Tapavicza v mužské čtyřhře nesoutěžil.
Na hrách skončila také poslední z šesti závodníků v obouručné vzpěračské soutěži, dnes známé jako trh a nadhoz. Kolik Trpavicza zvedl není známo, ale bylo to méně než 90 kilogramů.
V zápasu byl Trpavicza poražen hned v prvním kole Řekem Stephanos Christopoulos. Po návratu z Budapešti do Nového Sadu v roce 1904 nastoupil do veslařského klubu Danubijus.

## Architektonické úspěchy

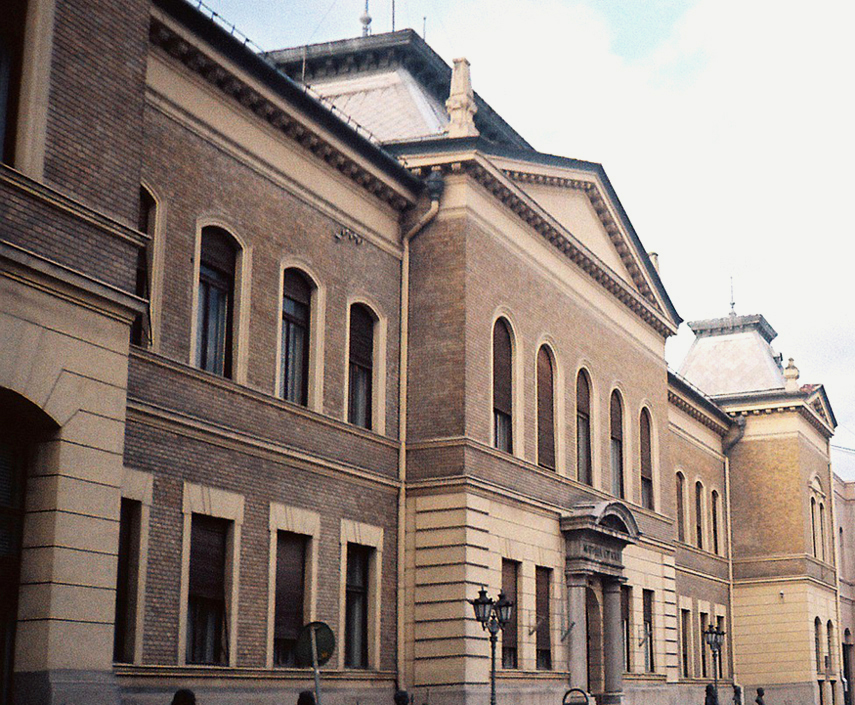
Matica srpska, budova v městečku Novi Sad, kterou Tapavicza navrhl

V roce 1908 Tapavicza odjel do Černé Hory, kde navrhl několik budov. Během první světové války žil v Maroku, ale později se vrátil do Nového Sadu, kde si založil architektonickou firmu.
Během té doby navrhl budovu Matica srpska, budovu německého konzulátu nebo Boka Hotel v Herceg Novi, který byl zničen při zemětřesení v roce 1977. Tapavicza zemřel v roce 1949 a byl pochován v městečku Pula.